# Équipe cycliste LA-MSS
L'équipe LA-MSS est une ancienne formation professionnelle de cyclisme sur route portugaise. Créée en 1991, elle fait partie des équipes continentales et participe aux épreuves de l'UCI Europe Tour jusqu'en 2008. L'équipe a été dissoute à la suite de plusieurs affaires de dopage et de la mort de Bruno Neves au mois de mai. Le sponsor L.A Aluminios a poursuivi en sponsorisant l'équipe Fercase.

## Classements UCI
Jusqu'en 1998, les équipes cyclistes sont classées par l'UCI dans une division unique. En 1999 le classement UCI par équipes est divisé entre GSI, GSII et GSIII. L'équipe alors nommée Maia-CIN est classée en GSII, puis en GSI à partir de 2002. Les classements détaillés ci-dessous pour cette période sont ceux de l'équipe en fin de saison. Les coureurs demeurent en revanche dans un classement unique.
| Saison | Classement par équipes | Meilleur coureur au classement individuel |
| ------ | ---------------------- | ----------------------------------------- |
| 1995   | 43e                    | Joaquim Adrego Andrade (458e)             |
| 1996   | 40e                    | Paulo Ferreira (218e)                     |
| 1997   | 48e                    | Cândido Barbosa (352e)                    |
| 1998   | 47e                    | José Azevedo (369e)                       |
| 1999   | 36e (GSII)             | Rui Lavarinhas (302e)                     |
| 2000   | 16e (GSII)             | José Azevedo (174e)                       |
| 2001   | 8e (GSII)              | Claus Michael Møller (86e)                |
| 2002   | 22e (GSI)              | Ángel Edo (79e)                           |
| 2003   | 23e (GSI)              | Fabian Jeker (59e)                        |
| 2004   | 28e (GSI)              | David Bernabéu (133e)                     |

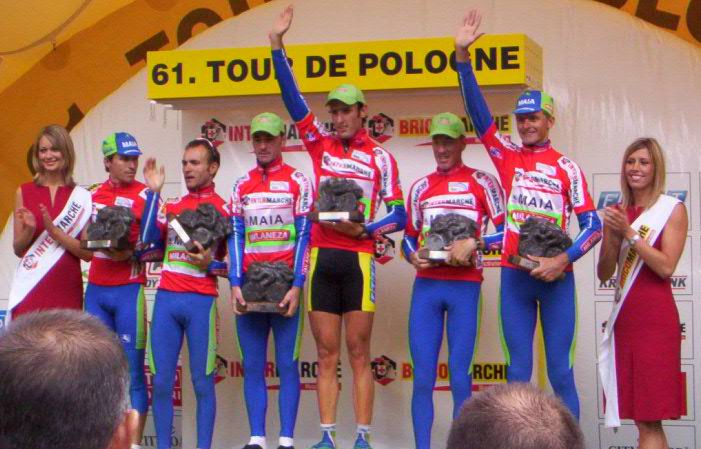
L'équipe Milaneza-Maia au Tour de Pologne 2004

À la création du ProTour et des circuits continentaux en 2005, les équipes sont classées entre équipes ProTour (ou « ProTreams »), équipes continentales professionnelles et équipes continentales. L'équipe Milaneza-Maia devenue LA-MSS figure parmi les équipes continentales. Elle participe principalement aux épreuves de l'UCI Europe Tour. Le tableau ci-dessous présente les classements de l'équipe sur ce circuit, ainsi que son meilleur coureur au classement individuel.
| Saison | Classement par équipes | Meilleur coureur au classement individuel |
| ------ | ---------------------- | ----------------------------------------- |
| 2005   | 26e                    | Alexei Markov (22e)                       |
| 2006   | 25e                    | Daniel Petrov (50e)                       |
| 2007   | 21e                    | Xavier Tondo (7e)                         |

## Principales victoires
- 1996
  -  Championnat du Portugal contre-la-montre (José Azevedo)
  - Trophée Joaquim Agostinho (Joaquim Alberto Sampaio)
- 1997
  - Tour du Poitou-Charentes (Joaquim Adrego Andrade)
  -  Championnat du Portugal contre-la-montre (José Azevedo)
  - Tour de l'Algarve (Cândido Barbosa)
- 1998
  - Trophée Joaquim Agostinho (José Azevedo)
  -  Championnat du Portugal sur route (Carlos Alberto Carneiro)
- 1999
  -  Championnat du Portugal sur route (Carlos Alberto Carneiro)
- 2000
  - Tour de l'Alentejo (Claus Michael Møller)
  - GP Mosqueteiros - Rota do Marquês (Carlos Alberto Carneiro)
- 2001
  - Tour du Portugal  (Fabian Jeker)
  - Subida al Naranco (Claus Michael Møller)
  - Tour de la Communauté valencienne (Fabian Jeker)
  - 15e étape du Tour d'Espagne (Claus Michael Møller)
- 2002
  - Tour du Portugal (Claus Michael Møller)
  - GP Mosqueteiros - Rota do Marquês (Rui Lavarinhas)
  -  Championnat du Portugal sur route (Rui Lavarinhas)
  - Grand Prix International CTT Correios de Portugal (Ángel Edo)
- 2003
  - Trophée Joaquim Agostinho (Fabian Jeker)
  - Tour des Asturies (Fabian Jeker)
  - Tour de l'Algarve (Claus Michael Møller)
  - Grand Prix international Mitsubishi MR Cortez (Francisco Pérez Sánchez)
- 2004
  - Trophée Joaquim Agostinho (David Bernabéu)
  - Tour du Portugal (David Bernabéu)
  -  Championnat du Portugal sur route (Bruno Miguel Castanheira Gomes)
  - Grand Prix international Mitsubishi MR Cortez (Ángel Edo)
- 2005
  - Grand Prix International CTT Correios de Portugal (Alexei Markov)
- 2006
  - Tour de l'Algarve (João Cabreira)
  - GP Internacional Paredes Rota dos Móveis (Pedro Cardoso)
  - Trophée Joaquim Agostinho (Daniel Petrov)
  -  Championnat du Portugal sur route (Bruno Pires)
- 2007
  - Grand Prix International CTT Correios de Portugal (Pedro Cardoso)
  - Trophée Joaquim Agostinho (Xavier Tondo)
  - Tour du Portugal (Xavier Tondo)
- 2008
  - Subida al Naranco (Xavier Tondo)
  - Tour des Asturies (Ángel Vicioso)
  - GP Internacional Paredes Rota dos Móveis (Pedro Cardoso)

## LA-MSS en 2008

### Effectif
| Cycliste             | Date de naissance | Nationalité | Équipe 2007                        |
| -------------------- | ----------------- | ----------- | ---------------------------------- |
| Alfonso Azevedo      | 13.06.1981        | Portugal    |                                    |
| João Cabreira        | 12.05.1982        | Portugal    |                                    |
| Pedro Cardoso        | 12.04.1974        | Portugal    |                                    |
| Claudio Faria        | 01.10.1977        | Portugal    |                                    |
| José Antonio Garrido | 28.11.1975        | Espagne     |                                    |
| Bruno Neves          | 05.09.1981        | Portugal    |                                    |
| Bruno Pires          | 15.05.1981        | Portugal    |                                    |
| Pedro Romero Ocampo  | 04.06.1982        | Espagne     | Centro Ciclismo de Loulé-Louletano |
| Rogério Silva        | 02.12.1983        | Portugal    | Centro Ciclismo de Loulé-Louletano |
| Tiago Silva          | 06.10.1986        | Portugal    | Néo-professionnel                  |
| Xavier Tondo         | 05.11.1978        | Espagne     |                                    |
| Ángel Vicioso        | 13.04.1977        | Espagne     | Relax-GAM                          |
| Constantino Zaballa  | 15.05.1978        | Espagne     | Caisse d'Épargne                   |

### Victoires
| Date       | Course                                                                    | Pays     | Classe | Vainqueur           |
| ---------- | ------------------------------------------------------------------------- | -------- | ------ | ------------------- |
| 12/04/2008 | 4e étape du Tour de l'Alentejo                                            | Portugal | 2.1    | Bruno Pires         |
| 17/05/2008 | 3e étape du Grande Prémio Internacional Paredes Rota dos Móveis           | Portugal | 2.1    | Constantino Zaballa |
| 18/05/2008 | 4e étape du Grande Prémio Internacional Paredes Rota dos Móveis           | Portugal | 2.1    | Pedro Cardoso       |
| 18/05/2008 | Classement général du Grande Prémio Internacional Paredes Rota dos Móveis | Portugal | 2.1    | Pedro Cardoso       |
| 01/05/2008 | Subida al Naranco                                                         | Espagne  | 1.1    | Xavier Tondo        |
| 03/05/2008 | 1re étape du Tour des Asturies                                            | Espagne  | 2.1    | Ángel Vicioso       |
| 07/05/2008 | Classement général du Tour des Asturies                                   | Espagne  | 2.1    | Ángel Vicioso       |
| 29/06/2008 | Championnat du Portugal sur route                                         | Portugal | CN     | João Cabreira       |
| 19/07/2008 | 2e étape du Tour de la communauté de Madrid                               | Espagne  | 2.1    | Ángel Vicioso       |